# Agave parviflora
Agave parviflora ist eine Pflanzenart aus der Gattung der Agaven (Agave). Das Artepitheton parviflora leitet sich von den lateinischen Worten parvus für ‚klein‘ sowie -florus für ‚-blütig‘ ab. Agave parviflora hat die kleinsten Blüten der Gattung. Ein englischer Trivialname ist „Smallflower Century Plant“.

## Beschreibung
Agave parviflora wächst einzeln oder vielköpfig. Die kleine Blattrosette erreicht bei Durchmessern von 15 bis 40 Zentimetern Wuchshöhen von 10 bis 15 Zentimetern. Die grüne Blattspreite ist 6 bis 15 Zentimeter lang und 0,8 bis 1,6 Zentimeter breit. Sie ist mit auffälligen weißen Streifen gezeichnet. An den Blatträndern befinden sich weiße Fasern. Der schwach pfriemliche Enddorn ist 5 bis 8 Millimeter lang.
Der in der oberen Hälfte locker- bis dichtblütige, „ährige“ Blütenstand erreicht eine Höhe von 1 bis 2,1 Meter. Die Teilblütenstände tragen 12 bis 18 Millimeter lange blassgelbe bis hell grünlich-gelbe Blüten. Der 4 bis 8 Millimeter lange Fruchtknoten hat einen 1 bis 2 Millimeter langen Hals. Die Perigonröhre weist eine Länge von 5 bis 7 Millimetern auf. Ihre Zipfel sind 2 bis 3 Millimeter lang und 1,5 bis 4 Millimeter breit. 
Die kugelförmigen, sitzenden bis kurz gestielten, kurz schnabeligen Kapselfrüchte sind 6 bis 8 Millimeter lang und 6 bis 10 Millimeter breit. Sie enthalten Samen von 3 bis 3,5 Millimetern Länge und 2 bis 2,5 Millimetern Breite.

## Systematik und Verbreitung
Agave parviflora ist in den Vereinigten Staaten im Bundesstaat Arizona sowie im mexikanischen Bundesstaat Sonora an steinigen Hängen, in Grasland und offenem Waldland in Höhenlagen von 650 bis 1500 Metern verbreitet. Sie ist vergesellschaftet mit Yucca schottii und verschiedenen Kakteen-Arten.
Die Erstbeschreibung durch John Torrey wurde 1859 veröffentlicht. Ein Synonym ist Agave hartmanii S.Watson (1891).
Es werden folgende Unterarten unterschieden:
- Agave parviflora subsp. parviflora
- Agave parviflora subsp. densiflora G.D.Starr & T.Van Devender[4]
- Agave parviflora subsp. flexiflora Gentry

Die Art gehört in die Untergattung Littaea und wird dort der Parviflorae-Gruppe zugeordnet.

## Gefährdung
Auf Antrag der Vereinigten Staaten wurde Agave parviflora am 29. Juli 1983 in den Anhang I des Washingtoner Artenschutzabkommens aufgenommen.

## Nachweise

## Weitere Literatur
- August J. Breitung: Agave parviflora. In: The Agaves. The Cactus & Succulent Journal Yearbook, Abbey Garden Press, 1968, S. 28.
- James L. Reveal, Wendy C. Hodgson: Agave parviflora. In:  Flora of North America. Oxford University Press, 2002, S. 446–447 (online).